# Kavkazský pastevecký pes
Kavkazský pastevecký pes (též kavkazský ovčák nebo zkráceně kavkazan) je psí plemeno, původně určené k obraně a hlídaní dobytka. Jde o obtížné plemeno vhodné jen pro velmi zkušeného chovatele. Nepatří do rukou začátečníkovi, psychicky labilnímu člověku nebo jedinci se slabou fyzickou dispozicí. Toto plemeno patří ke skupině podléhající v některých zemích společenské regulaci (v ČR zatím ne) tzn. že pro jeho chov je nutno splnit společností dané podmínky (zbrojní pas na psa). Dle zahraničních webových serverů, kde je hodnocena kategorie „Watching/Guarding“, tedy „Sledování/Aktivní“ bojová obrana, je jako jediné plemeno ze všech hodnocen plným počtem bodů v obou kategoriích při hodnotící škále 15 bodů. Např. pro srovnání nejznámější hlídací pes v ČR – NO, tedy Německý ovčák, dosahuje hodnocení v 1. kategorii menšího a ve druhé méně než polovinu.

## Původ
Zmínky o plemeni jsou již 1500 let staré, zdokumentováno je posledních 600 let, ale odhaduje se, že toto plemeno je mnohem starší.[zdroj⁠?!] Rozšířeni jsou hlavně v pásmu Předkavkazska a Zakavkazska, území, rozprostírajícím se na sever od kavkazského hřebene až ke Kumsko-manyčské sníženině mezi Černým a Kaspickým mořem, a dále až ke hranicím Íránu a Turecka. Znám je i v Pákistánu a severní Indii. Velká obliba jeho chovu je v USA vzhledem k velkému tamnímu množství ruských emigrantů.[zdroj⁠?!] To s sebou nese z pohledu čistokrevnosti mnoho vzhledových přechodů se středoasijským pasteveckým psem. V těchto nevlídných oblastech chrání tento pes stáda ovcí před medvědy, tygry, vlky a jinými šelmami, ale také objekty, zahrady a usedlosti před zloději. Soužití více psů kavkazského pasteveckého psa je matriarchálního charakteru.[zdroj⁠?!]
V zemích původu, na území bývalého Sovětského svazu, je dodnes využíván ke strážní službě ať už armádních či policejních objektů, zejména je negativně znám z ostrahy věznic a v rámci tzv. východního bloku z ostrahy Berlínské zdi. V dnešní době je znám svou strážní službou na hranici Ruska a Číny, kde není žádná pevná překážka signalizující hranici zemí. V otevřeném prostoru je mezi strážními stanovisky vysílána smečka cca 5 psů (samců), kterou řídí a usměrňuje jeden psovod vedoucí na vodícím laně jednu fenu. Psi jdou přirozeně za fenou a v ochranitelském pudu jsou velmi výkonní v obranářském režimu. Toto plemeno je pochopitelně u těchto restriktivních složek podrobeno rozsáhlému výcviku, jehož kow-how není v Čechách znám, neboť jsou v Rusku, jak je vidět ve zprávách v TV, využíváni též na stopování, tedy čichání v jakémsi „loveckém pudu“, i k záchranářské službě, která je pro vzpomeňme bratrance plemene Bernardýna jeho původně primárním zaměřením. Je též využíván jako silný a vytrvalý horský tažný pes (nehledě na jeho obranářskou úlohu proti dravým šelmám).[zdroj⁠?!]

## Popis
Kavkazští pastevečtí psi jsou středně velcí až velmi velcí, robustní a svalnatí psi. Mají různou barvu, většinou černošedou nebo rezavou, někdy i slámově žlutou i bílou. Jejich srst je hrubá, podobná srsti medvědí. V zimě se podobají vzhledem i vzrůstem medvědům. Podle srsti rozlišujeme plemena dlouhosrstá, krátkosrstá a je i mnoho přechodných typů, kdy například chybí hříva nebo huňatý ocas. V zimě psu naroste velmi hustá hříva (i krátkosrstému, s pokrytím těla podobně jako u lva) dlouhá cca 15 cm.
V zemi původu, tedy země bývalého Sovětského svazu, se dosud provádí razantní restriktivní selekce štěňat. Mezi vylučující vady patří v opozitu ke kulturním plemenům zejména bázlivost, důvěřivost, nedostatečná razance, malá velikost atd. Tato selekce se dosud provádí v Rusku u strážních oddílů pod hlavičkou armády, policie, vězeňské služby, ostrahy hranic atd. Jako reprezentanty plemene je pak možno vidět na výstavách či soutěžích obran v Rusku jedince přesahující kohoutkovou výšku 90 cm a váhu 100 kg.
Toto plemeno patří ke skupině podléhající v některých zemích společenské regulaci (v ČR zatím ne) – tzn. že pro jeho chov je nutno splnit společností dané podmínky (něco jako zbrojní pas na psa). Např. v Rusku platí v tomto ohledu několik restriktivních kritérií jako: „Povinný výcvik psa. Každý majitel musí získat certifikát odbornosti –podmínkou je absolvování odborného kynologického kurzu v rozsahu 300 hodin, což odpovídá 2 semestrům na vysoké škole. Jen držitelé certifikátu smějí se psem na veřejná prostranství. Celá chovatelova rodina musí mít základní zkoušku odbornosti. Součástí zkoušky odbornosti je silový test. Na veřejná prostranství jen s náhubkem a na vodítku.“
V České republice se chovají od osmdesátých let, kdy byli první jedinci dovezeni z Německa (NDR), následně ze země původu.
Chov se řídí oficiálně platným standardem FCI.

## Použití
Kavkazští pastevečtí psi jsou odolní psi přírodního plemene, kteří snesou drsné povětrnostní podmínky. Jelikož jsou od přírody vybaveni velmi hustou a dlouhou srstí, dobře snášejí zimní podmínky při teplotách i pod –40 °C. Nemají rádi uzavřené prostory, je však namístě pořídit kotec pro případné umístění při příchodu návštěvy. Většinou obývá zahradu, pod přístřešek jde teprve po promočení při velmi silném dešti. Jako závětří mu stačí keř, sníh miluje.[zdroj⁠?!]
Velmi důležitá je socializace štěněte, začlenění do rodiny s trvalým kontaktem. Nejlépe mu svědčí být na zahradě, ale nic nebrání jeho umístění v bytě, pokud bude moci chodit několikrát denně na procházky do přírody, což s sebou nese jistá úskalí. Toto plemeno je primárně hlídač a obranář. Hlídá neustále a pořád, Příkazy psovoda i vše ostatní jsou pro něj sekundární. Není schopen klasického služebního výcviku jako stopování či vyšší poslušnosti, avšak k obraně ho není třeba klasicky cvičit.[zdroj⁠?!] Přes den není moc aktivní, šetří energii na případný zásah, s příchodem večerního šera a v noci jeho aktivita výrazně narůstá. Jako obranář zasahuje až v situaci, kterou dle jeho vyhodnocení není jeho psovod sám schopen zvládnout, případně při narušení jeho prostoru v pánově nepřítomnosti. Na cvičný rukáv moc nereaguje, ale při zásahu na figuranta s oblekem na kousání do celého těla je velmi aktivní. Výcvik tohoto molossoidního plemene je odlišný od klasických kulturních plemen. Provádí se při nácviku obran – zaktivování taháním za kožich s pokud možno následným zákusem do peška či obleku na kousání do celého těla, do rukávu z důvodů velikosti psa a možného zranění figuranta raději ne.
Velmi důležitý je výcvik poslušnosti a následně obran pod dohledem zkušeného cvičitele a figuranta. Nikoliv aby se naučil bojovat, což je mu přirozené, ale aby v rámci socializace poznal různé situace a naučil se spolupracovat se svým psovodem a věděl, kdy zasáhnout, resp. nezasáhnout.
Mimořádná ostrost, kousavost a nedůvěra k cizím je u něj zrovna tak přirozená jako oddanost svému pánovi.[zdroj⁠?!] Jeho instinkt chránit je hluboce zakořeněný a bude zaktivován pokaždé, kdy bude jakkoliv narušen jeho prostor či budou ohroženi lidští členové domácností včetně dětí a hospodářských zvířat.[zdroj⁠?!]

## Možná záměna
Šarplaninský pastevecký pes je přes téměř identického vzhledu, avšak o poznání menší. Stejně velký středoasijský pastevecký pes mívá kratší srst a obvykle se mu kupíruje ocas.